# Warlock: The Avenger
Warlock: The Avenger is een computerspel dat werd ontwikkeld door Electralyte en uitgegeven door Millennium Interactive. Het spel werd uitgebracht in 1991 voor de Commodore Amiga, Atari ST en de Commodore 64. De speler moet een druïde door een acht doolhoven leiden. Het spelaanzicht is van boven.

## Releases
- Amiga (1991)
- Atari ST (1991)
- Commodore 64 (1991)

## Ontvangst
| Beoordeeld door                       | Platform     | Datum      | Score |
| ------------------------------------- | ------------ | ---------- | ----- |
| Amiga Action                          | Amiga        | maart 1991 | 80%   |
| Computer and Video Games (CVG)        | Amiga        | maart 1991 | 72%   |
| Power Play                            | Atari ST     | mei 1991   | 67%   |
| Power Play                            | Commodore 64 | mei 1991   | 67%   |
| Amiga Joker                           | Amiga        | april 1991 | 60%   |
| Amiga Format                          | Amiga        | april 1991 | 60%   |
| ACE (Advanced Computer Entertainment) | Amiga        | april 1991 | 57%   |
| ST Format                             | Atari ST     | mei 1991   | 43%   |
| Zzap!                                 | Amiga        | mei 1991   | 42%   |
| 64'er                                 | Commodore 64 | juli 1991  | 40%   |